# 1944
1944（千九百四十四、一九四四、せんきゅうひゃくよんじゅうよん）は、自然数また整数において、1943の次で1945の前の数である。

## 性質
- 1944は合成数であり、約数は1, 2, 3, 4, 6, 8, 9, 12, 18, 24, 27, 36, 54, 72, 81, 108, 162, 216, 243, 324, 486, 648, 972, 1944である。
  - 約数の和は5460。
  - 478番目の過剰数である。1つ前は1940、次は1950。
- 1944 = 23 × 35
  - 2つの異なる素因数の積で p5 × q3 の形で表せる2番目の数である。1つ前は864、次は4000。(オンライン整数列大辞典の数列 A179671)
  - 2i × 3j (i ≧ 1, j ≧ 1) で表せる30番目の数である。また、2i × 3j の数では、2000に最も近い。1つ前は1728、次は2304。(オンライン整数列大辞典の数列 A033845)
  - 2i × 3j (i ≧ 0, j ≧ 0) で表せる47番目の数である。1つ前は1728、次は2048。(オンライン整数列大辞典の数列 A003586)
    - この数を基数とするN進法では、逆数は有限小数になる。
例．1/13000(6) = 0.00004(6) , 1/1160(12) = 0.000A8(12) , 1/600(18) = 0.003(18)
- 1944 = 9 × 63 = 9 × 216
  - n = 3 の時の 9 × 6n の値と見た時、1つ前は324、次は11664。
- 1944 = 6 × 182 = 6 × 324
  - n = 2 の時の 6 × 18n の値と見た時、1つ前は108、次は34992。
- 21番目のアキレス数である。1つ前は1800、次は2000。
- 393番目のハーシャッド数である。1つ前は1926、次は1950。
  - 18を基とする53番目のハーシャッド数である。1つ前は1926、次は1962。
- 1944 = 452 − 81
  - n = 45 のときの n2 − 81 の値とみたとき1つ前は1855、次は2035。(オンライン整数列大辞典の数列 A098850)
- 約数の和が1944になる数は4個ある。(1070, 1166, 1294, 1819) 約数の和4個で表せる28番目の数である。1つ前は1792、次は2100。
- 各位の和が18になる114番目の数である。1つ前は1935、次は1953。

## その他 1944 に関連すること
- 西暦1944年
- 1944は、エストニアの映画。日本では、1944 独ソ・エストニア戦線とされた。
- 1944 (テレビドラマ)（ポーランド語版）は、ポーランドのテレビドラマ、ズビグニェフ・サフャン賞受賞作品。
- 1944 (曲)は、ウクライナの歌手ジャマラの歌。ユーロビジョン・ソング・コンテスト2016の優勝曲。
- 1944 (EP)は、ソウル・ジャンク（英語版）のEP盤
- 1944 THE LOOP MASTERは2000年にカプコンより発売された縦スクロールシューティングゲーム